# NGC 1710
NGC 1710 је елиптична галаксија у сазвежђу Зец која се налази на NGC листи објеката дубоког неба.
Деклинација објекта је - 15° 17' 20" а ректасцензија 4h 57m 16,8s. Привидна величина (магнитуда) објекта NGC 1710 износи 13,0 а фотографска магнитуда 14,0. NGC 1710 је још познат и под ознакама IC 2108, MCG -3-13-37, PGC 16396.